# 푸시야미트라족

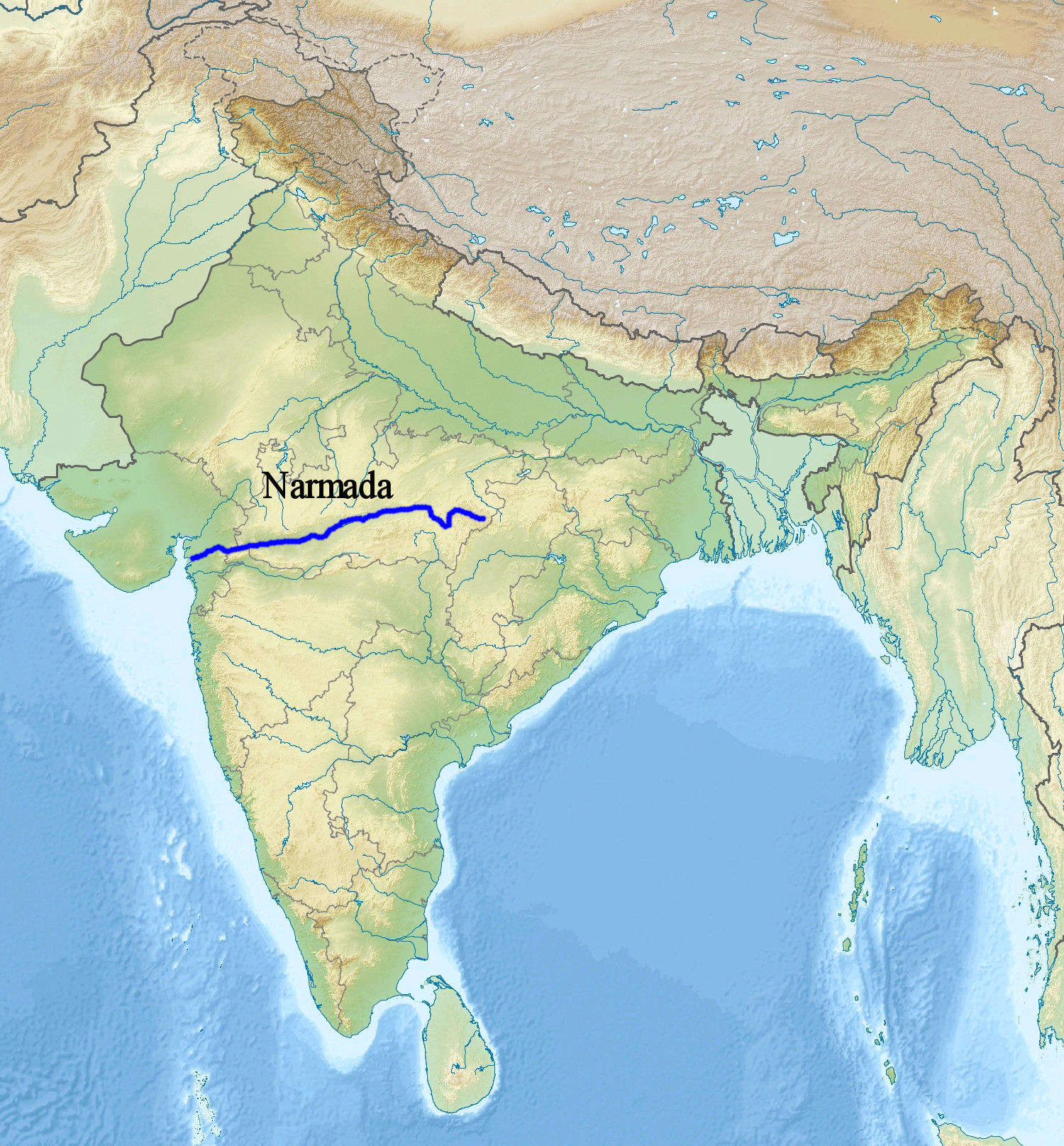
푸시야미트라족은 나르마다강 유역에 살았다.

450년 인도의 정치 상황.

푸시야미트라족(산스크리트어: पुष्यमित्र)은 서기 5세기에 중앙인도에 살았던 부족이었다. 나르마다강 유역에 거주하는 그들은 쿠마라굽타 1세의 치세 말기 동안 굽타 제국에 심각한 위협을 가한 것으로 여겨진다.

## 역사
푸라나 문헌들은 푸시야미트라족의 13왕을 기록하고 있으며, 이들의 시기는 서기 3세기에 비정된다.

### 존재
푸시야미트라족은 스칸다굽타의 비문을 통해서만 알려져 있으며, 그가 푸시야미트라족을 물리치기 위해 자신의 역할을 강조한 것으로 알려져 있는데, 이에 대한 해석은 때때로 논쟁이 되기도 하며(푸시야미트람차가 아닌 유디야미트차일 수도 있다), 푸라나에 단일 언급도 존재한다. 그렇기 때문에 그들의 존재가 의심되기도 한다. 스칸다굽타가 싸웠던 민족은 아마도 바카타카를 포함한 연합국이었을 것이다. 그 무렵 바카타카 왕조는 전쟁으로 막을 내렸는데, 다샤쿠마라차리타가 바나바시 지역을 남쪽으로 공격하면서 그들은 차례로 후방에서 공격을 받아 최후의 바카타카 왕이 사망했다.

### 굽타와의 전쟁
서기 455년에서 467년 사이의 사건을 다루는 비문들은 푸시야미트라족을 물리치는 데 있어 쿠마라굽타의 후계자인 스칸다굽타의 역할을 강조한다.
누구에 의해 [스칸다굽타]가 (그의) 가문의 몰락한 재산을 회복하기 위해 준비했을 때, 맨땅의 침상에서 하룻밤을 보냈다. 그리고 나서, 막강한 권력과 부를 발전시킨 푸시야미트라족을 정복한 후, 그는 (그 부족의) 왕인 발판에 왼발을 얹었다.— Line 10, 스칸다굽타의 비타리 기둥 비문

푸시야미트라족은 "군사적, 경제적 측면에서 강력한 힘과 많은 자원을 개발했기 때문에" 길고 격렬한 싸움을 거듭하고 나서야 스칸다굽타에 의해 복속되었다. 비문에는 스칸다굽타가 맨땅(들판)에서 하룻밤을 꼬박 보내야 할 정도로 상황이 심각했다고 적혀 있다. 스칸다굽타는 결국 그 위중한 상황을 극복하며 승리를 거두었다. 이 승리는 쿠마라굽타의 치세가 끝날 무렵에 일어났다. 당시 쿠마라굽타는 아마도 스스로 군대를 이끌기에는 너무 나이가 많았을 것이다. 그래서 그의 아들 스칸다굽타는 푸시야미트라족의 위협을 없애기 위해 스스로 투쟁의 선두에 섰을 것이다. 이 승리는 너무나도 기억에 남을 정도로 중요한 것이었다, 비타리 비문에는 굽타인들이 제국의 구석구석에서 그의 영광의 노래를 불렀다고 한다. 고얄은 판둠밤시 왕 바라타발라가 푸시야미트라족의 반란을 이끈 왕으로 생각한다.